# Susan Roces
Susan Roces, nome d'arte di Jesusa Purificacion Levy Sonora-Poe (Bacolod, 28 luglio 1941 – San Juan, 20 maggio 2022), è stata un'attrice filippina.

## Biografia
Susan Roces nacque a Bacolod il 28 luglio del 1941. Considerata la "regina dei film filippini", recitò in oltre 130 film. Vinse 5 Premi FAMAS, tra cui due premi per la migliore attrice. L'Accademia del Cinema delle Filippine la premiò per la sua lunga carriera e il contributo al cinema filippino.
Roces era figlia di madre franco-americana di origine ebraica e di padre meticcio di origini spagnole e cinesi.
Sposò l'attore Fernando Poe Jr. Dal matrimonio ebbero una figlia, Lovi Poe, e una adottiva, Grace Poe.
La sua carriera durò settant'anni. Divenne famosa durante la prima età d'oro del cinema filippino negli anni '50 e divenne la protagonista del cinema locale. Fece il suo debutto cinematografico nel 1952, recitando nel film Mga Bituin ng Kinabukasan.
Recitò anche in diversi film iconici filippini come Ang Daigdig Ko'y Ikaw e Gumising Ka Maruja. La sua ultima interpretazione è stata il ruolo principale di Flora nella serie Ang Probinsyano.
Morì per un infarto il 20 maggio del 2022, all'età di 80 anni.

## Filmografia

### Cinema
- Mga Bituin ng Kinabukasan (1952)
- Boksingera (1956)
- Kulang sa 7 (1956)
- Mga Anak ng Diyos (1956)
- Sino ang Maysala? (1957)
- Mga Ligaw na Bulaklak (1957)
- Prinsesang Gusgusin (1958)
- Ako ang Maysala (1958)
- Mga Reyna ng Vicks (1958)
- Madaling Araw (1958)
- Tawag ng Tanghalan (1958)
- Ulilang Anghel (1958)
- Wedding Bells (1959)
- Mga Anghel sa Lansangan (1959)
- Pitong Pagsisisi (1959)
- Debutante (1959)
- Handsome (1959)
- Ipinagbili Ko ang Aking Anak (1959)
- Beatnik (1960)
- The Dolly Sisters (1964)
- Portrait of My Love (1965)
- Ang Daigdig Ko'y Ikaw (1965)
- Pilipinas Kong Mahal (1965)
- Zamboanga (1966)
- Pepe en Pilar (1966)
- Maruja (1967)
- Langit at Lupa (1967)
- To Susan with Love (1968)
- Anong Ganda Mo? (1968)
- Bakasin Mo sa Gunita (1968)
- Bandana (1968)
- Sorrento (1968)
- Magpakailan Man (1968)
- Tanging Ikaw (1968)
- Kulay Rosas ang Pag-ibig (1968)
- Perlas ng Silangan (1969)
- Ikaw ang Lahat sa Akin (1969)
- Divina Gracia (1970)
- Salaginto't Salagubang (1972)
- Karnabal (1973)
- Florinda (1973)
- Patayin Mo sa Sindak si Barbara (1974)
- Maligno (1977)
- Gumising Ka, Maruja (1978)
- Mahal... Saan Ka Nanggaling Kagabi? (1979)
- Mahal... Ginagabi Ka Nanaman (1979)
- Angelita... Ako ang Iyong Ina (1979)
- Tanikala (1980)
- Manedyer si Kumander (1982)
- Hoy Wala Kang Paki (1984)
- Nasaan Ka nang Kailangan Kita? (1986)
- Inday Inday sa Balitaw (1986)
- Payaso (1986)
- Bunsong Kerubin (1987)
- No Retreat... No Surrender... Si Kumander (1987)
- 1 + 1 = 12 Plus 1 (1987)
- Love Boat: Mahal Trip Kita (1988)
- Kambal Tuko (1988)
- Buy One, Take One (1988)
- Ang Lahat ng Ito Pati Na ang Langit (1989)
- Here Comes the Bride (1989)
- Mundo Man ay Magunaw (1990)
- Feel na Feel (1990)
- Ubos Na ang Luha Ko (1991)
- Isinakdal Ko ang Aking Ina (1997)
- Mano Po 2: My Home (2003)

### Televisione
- John en Shirley - (2006)
- Iisa Pa Lamang - (2008)
- Sana Ngayong Pasko - (2009)
- May Bukas Pa - (2009)
- Babaeng Hampaslupa - (2011)
- 100 Days to Heaven - (2011)
- Walang Hanggan - (2012)
- Muling Buksan Ang Puso - (2013)
- Wansapanataym - (2013)
- Sana Bukas pa ang Kahapon - (2014)
- Eat Bulaga! - (2014)
- Ang Probinsyano - (2015-2022)